# Bezirksamt Karlsruhe

Lage der Bezirksämter in Baden im Jahr 1890

Das Bezirksamt Karlsruhe war eine von 1864 bis 1939 bestehende Verwaltungseinheit im Land Baden mit Sitz in Karlsruhe. Nach einigen Verwaltungsreformen liegt sein Gebiet teilweise im Stadtkreis Karlsruhe, der Rest im ebenfalls baden-württembergischen Landkreis Karlsruhe.

## Lage
Bei seiner Entstehung erstreckte sich der Amtsbezirk hauptsächlich über das nördliche Umland Karlsruhes in der Oberrheinischen Tiefebene zwischen Rhein im Westen und Hardtwald im Osten. Durch Zuteilung zahlreicher Orte, die zuvor zu anderen Bezirksämtern gehört hatten, reichte er bei seiner Auflösung im Nordosten in den Kraichgau und im Südosten in den Nordschwarzwald.

## Geschichte

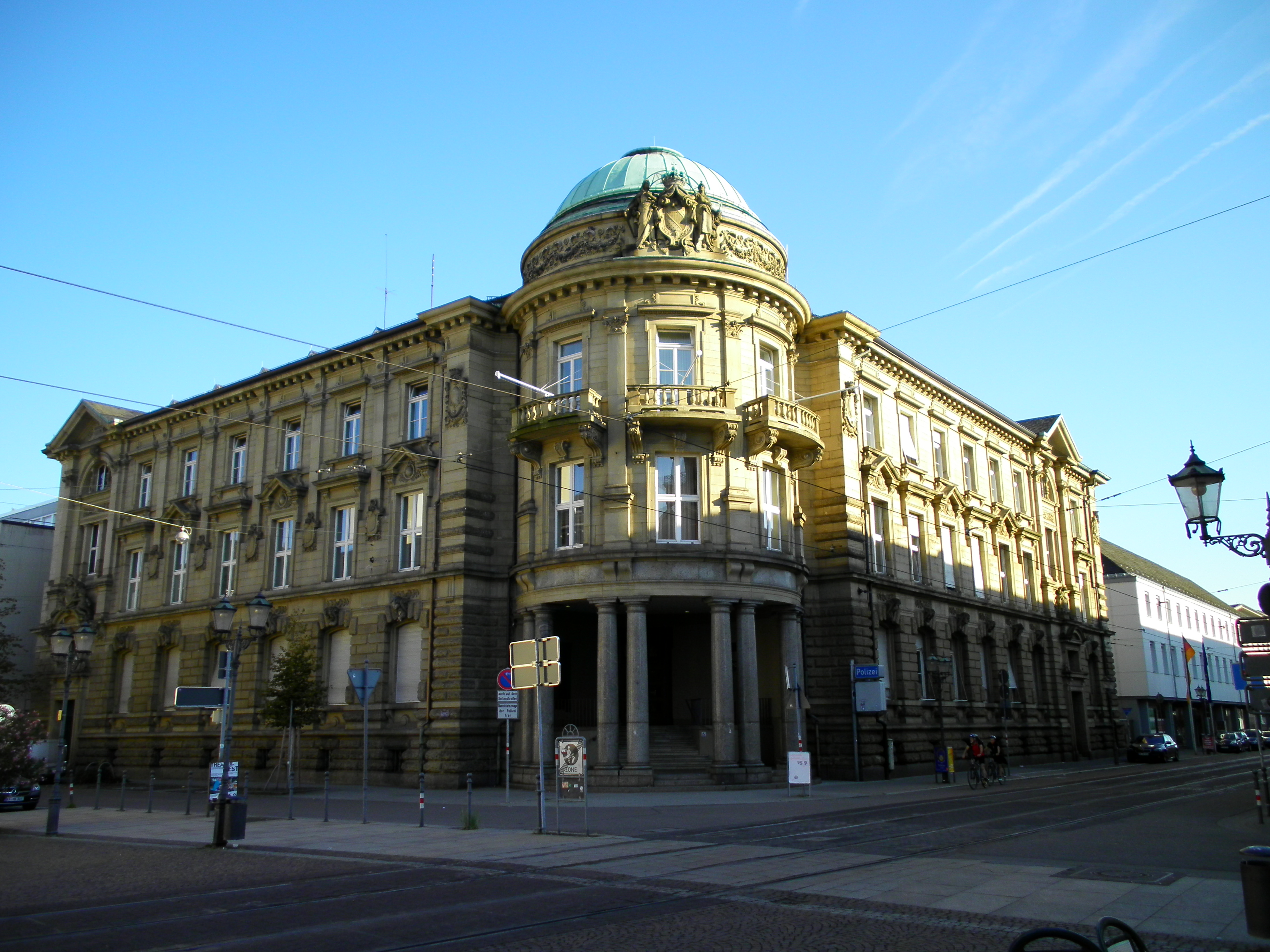
Das Großherzogliche Bezirksamt

Bereits wenige Jahre nach der Gründung von Karlsruhe 1715 waren die Orte im Umfeld der neuen Residenz in einem gemeinsamen Amt zusammengefasst worden. Dieses Oberamt Karlsruhe reichte über mehrere Unterämter weiter in den Norden bis zum Unterlauf der Pfinz. Es überstand den Übergang der Markgrafschaft über das Kurfürstentum zum Großherzogtum Baden in napoleonischer Zeit weitgehend unverändert. 1809 schied die Stadt aus, der Rest bildete im Wesentlichen das Landamt Karlsruhe. 1864 wurden beide wieder zu einem gemeinsamen Bezirksamt vereinigt. Übergeordnete Behörde war der Landeskommissärbezirk Karlsruhe, seine Gemeinden gehörten dem Kreisverband Karlsruhe an. Sitz der Verwaltung war ab 1900 das Großherzogliche Bezirksamt in der Karl-Friedrich-Straße.
In den folgenden Jahrzehnten blieb der Umfang des Amtsbezirks zunächst unverändert. Erst durch die gänzliche oder teilweise Zuordnung der Gemeinden der aufgelösten Bezirksämter Durlach 1924, Bretten 1936 und Ettlingen 1917/37 vergrößerte sich sein Umfang beträchtlich. Mit Inkrafttreten der Landkreisordnung vom 24. Juni 1939 wurde die Stadt Karlsruhe wieder eigenständig, der Rest bildete den Landkreis Karlsruhe.

## Gemeinden und Einwohner

### 1864
1864 lebten im Amtsbezirk 59.181 Menschen. Sie verteilten sich auf 24 Gemeinden:
- Beiertheim: 967 Einwohner
- Blankenloch: 1.585 Einwohner
- Büchig bei Karlsruhe: 245 Einwohner
- Bulach: 1.016 Einwohner
- Daxlanden: 2.056 Einwohner
- Eggenstein: 1.481 Einwohner
- Friedrichstal: 1.090 Einwohner
- Graben: 1.908 Einwohner
- Grünwinkel: 454 Einwohner
- Hagsfeld: 1.045 Einwohner
- Hochstetten: 611 Einwohner
- Karlsruhe: 30.367 Einwohner
- Knielingen: 1.943 Einwohner
- Leopoldshafen: 724 Einwohner
- Liedolsheim: 2.026 Einwohner
- Linkenheim: 1.401 Einwohner
- Mühlburg: 2.151 Einwohner
- Rintheim: 824 Einwohner
- Rüppurr: 1.607 Einwohner
- Rußheim: 1.349 Einwohner
- Spöck: 1.212 Einwohner
- Staffort: 734 Einwohner
- Teutschneureut: 1.370 Einwohner
- Welschneureut: 993 Einwohner

### 1913
Beginnend mit Mühlburg 1886 verringerte sich durch Eingemeindungen nach Karlsruhe die Zahl der Gemeinden um sechs. Es folgten Beiertheim, Rintheim, Rüppurr (jeweils 1907), Grünwinkel (1909) und Daxlanden (1910). 1910 hatte das Bezirksamt 163.639 Einwohner, davon 93.284 evangelisch, 64.554 römisch-katholisch, 763 altkatholisch, 1.364 übrige Christen, 3.085 Juden und 589 sonstige. Sie verteilten sich 1913 auf 18 Gemeinden und drei abgesonderte Gemarkungen:
- Karlsruhe: 134.313 Einwohner
- Blankenloch: 2.142 Einwohner, davon in Stutensee 12
- Büchig bei Karlsruhe: 306 Einwohner
- Bulach: 2.306 Einwohner, davon in Scheibenhardt 122
- Eggenstein: 2.368 Einwohner
- Friedrichstal: 1.320 Einwohner
- Graben: 2.258 Einwohner
- Hagsfeld: 2.009 Einwohner
- Hochstetten: 826 Einwohner
- Knielingen: 3.564 Einwohner
- Leopoldshafen: 853 Einwohner
- Liedolsheim: 1.810 Einwohner
- Linkenheim: 2.005 Einwohner
- Rußheim: 1.390 Einwohner
- Spöck: 1.727 Einwohner
- Staffort: 781 Einwohner
- Teutschneureut: 2.264 Einwohner
- Welschneureut: 1.339 Einwohner

Als abgesonderte Gemarkung mit eigener polizeilicher Verwaltung:
- Hardtwald: 58 Einwohner

### 1939
Bis 1939 hatten sich Umfang des Bezirks und Zahl der Gemeinden durch Zuweisungen aus den aufgelösten Amtsbezirken Durlach, Bretten und Ettlingen deutlich vergrößert. Dem gegenüber standen Eingemeindungen, von denen vornehmlich die Stadt Karlsruhe in den Fällen Bulach (1929), Knielingen (1935) sowie Hagsfeld und dem erst 1924 zum Amtsbezirk gekommenen Durlach (beide 1938) profitierte. Außerdem wurden 1935 Büchig bei Karlsruhe nach Blankenloch eingegliedert, Teutsch- und Welschneureut zu Neureut vereinigt. Die drei abgesonderten Gemarkungen wurden, wie in der Gemeindeordnung von 1921 vorgesehen, aufgelöst, ihr Gebiet benachbarten Gemeinden zugeteilt. Somit umfasste der Amtsbezirk zum Zeitpunkt seiner Auflösung neben Karlsruhe 58 weitere Gemeinden:
- Karlsruhe: 184.489 Einwohner
- Auerbach: 587 Einwohner
- Bauerbach: 767 Einwohner
- Berghausen: 3.154 Einwohner
- Blankenloch: 3.022 Einwohner
- Bretten: 5.618 Einwohner
- Bruchhausen: 992 Einwohner
- Büchig bei Bretten: 560 Einwohner
- Burbach: 615 Einwohner
- Busenbach: 1.797 Einwohner
- Diedelsheim: 972 Einwohner
- Dürrenbüchig: 239 Einwohner
- Eggenstein: 2.863 Einwohner
- Ettlingen: 11.162 Einwohner
- Ettlingenweier: 929 Einwohner
- Etzenrot: 606 Einwohner
- Flehingen: 1.738 Einwohner
- Forchheim: 3.423 Einwohner
- Friedrichstal: 1.551 Einwohner
- Gölshausen: 751 Einwohner
- Graben: 2.518 Einwohner
- Grötzingen: 4.230 Einwohner
- Grünwettersbach: 1.402 Einwohner
- Hochstetten: 1.304 Einwohner
- Hohenwettersbach: 743 Einwohner
- Jöhlingen: 2.643 Einwohner
- Kleinsteinbach: 1.194 Einwohner
- Langensteinbach: 2.359 Einwohner
- Leopoldshafen: 1.140 Einwohner
- Liedolsheim: 2.537 Einwohner
- Linkenheim: 2.425 Einwohner
- Malsch: 4.938 Einwohner
- Mörsch: 4.427 Einwohner
- Mutschelbach: 816 Einwohner
- Neuburgweier: 939 Einwohner
- Neureut: 5.115 Einwohner
- Oberweier: 441 Einwohner
- Palmbach: 412 Einwohner
- Pfaffenrot: 855 Einwohner
- Reichenbach: 1.540 Einwohner
- Rinklingen: 657 Einwohner
- Ruit: 674 Einwohner
- Rußheim: 1.912 Einwohner
- Schielberg: 602 Einwohner
- Schluttenbach: 212 Einwohner
- Schöllbronn: 1.090 Einwohner
- Söllingen: 3.055 Einwohner
- Spessart: 1.017 Einwohner
- Spielberg: 953 Einwohner
- Spöck: 2.222 Einwohner
- Sprantal: 241 Einwohner
- Staffort: 766 Einwohner
- Stupferich: 1.030 Einwohner
- Sulzbach: 467 Einwohner
- Völkersbach: 915 Einwohner
- Weingarten: 5.215 Einwohner
- Wöschbach: 1.321 Einwohner
- Wössingen: 2.105 Einwohner
- Wolfartsweier: 742 Einwohner

## Leiter der Verwaltung
Die Leitung der Verwaltung, als Amtmann oder Oberamtmann und später Landrat, hatten inne:
- 1864–1874: Carl von Neubronn
- 1874–1894: Friedrich von Preen
- 1894–1899: Heinrich von Bodman
- 1899–1906: Adolf Föhrenbach
- 1906–1912: Hans von Krafft-Ebing
- 1912–1918: Otto Seidenadel
- 1919–1920: Heinrich Hebting
- 1920–1926: Alexander Schaible
- 1926–1932: Karl Baur
- 1932–1939: Theodor Wintermantel